# Trapania orteai
Trapania orteai is een slakkensoort uit de familie van de Goniodorididae. De wetenschappelijke naam van de soort is voor het eerst geldig gepubliceerd in 1989 door Garcia-Gomez & Cervera in Cervera & Garcia-Gomez.